# Dolichovespula asiatica
Dolichovespula asiatica är en getingart som beskrevs av Archer 1981. Dolichovespula asiatica ingår i släktet långkindade getingar, och familjen getingar. Inga underarter finns listade i Catalogue of Life.